# Laura Flippes
Laura Flippes (Strasbourg, 1994. december 13.) olimpiai, világ- és Európa-bajnok francia válogatott kézilabdázó, a Metz Handball játékosa.

## Pályafutása

### Klubcsapatban
Flippes a HBC Lingolsheim csapatánál kezdett kézilabdázni. 2005-ben igazolt a Achenheim Truchtersheim HB csapatához, akikkel 2013-ban megnyerte a francia harmadosztályú bajnokságot. Ennek a szezonnak a végén igazolta le az első osztályban szereplő Metz Handball. Miután két poszttársa sérült volt az idény kezdetekor, első élvonalbeli bajnoki mérkőzésén rögtön nagy szerep hárult rá, amivel élni is tudott, a ESBF Besançon elleni találkozón hét gólt szerzett. A metzi együttessel nyert öt francia bajnoki címet, majd 2020-ban a Paris 92-höz igazolt. 2023-ban lett a román bajnok CSM București játékosa.

### Válogatottban
2012 és 2014 között Játszott világversenyeken a francia ifjúsági és junior válogatottakban.
Részt vett a felnőtt válogatott 2016-os rioi olimpiára való felkészülésében, de az utazó keretnek végül nem lett tagja. Az olimpia után rendezett Európa-bajnokságon már ott lehetett a francia csapatban és bronzérmes lett. A 2017-es világbajnokságon megszerezte pályafutása első aranyérmét a válogatottal. A 2018-as Európa-bajnokságon sikerült megnyernie a kontinenstornát is. A három legrangosabb nemzetközi cím közül már csak az olimpiai győzelem hiányzott számára, amelyet 2021-ben a tokiói olimpiai győzelmével szerzett meg. Az olimpián a francia csapatból Flippes töltötte a legtöbb időt a pályán, 27 gólt szerzett és a torna All-Star csapatába is beválasztották.

## Sikerei, díjai
- Olimpiai bajnok: 2021
- Világbajnok: 2017
  - 2. helyezett: 2021
- Európa-bajnok: 2018
  - 2. helyezett: 2020
  - 3. helyezett: 2016
- Francia bajnok: 2014, 2016, 2017, 2018, 2019

- All-Star csapat tagja olimpián: 2021[5]